# 全国身体障害者スポーツ大会
全国身体障害者スポーツ大会（ぜんこくしんたいしょうがいしゃスポーツたいかい）は、1965年の岐阜大会から設立され、2000年の富山大会まで開催されたスポーツ大会である。主催は厚生省、日本身体障害者スポーツ協会、開催都道府県・政令指定都市など。
1964年東京オリンピックの大会終了後、東京パラリンピックが開催され、それが成功したことから、身体障害者にスポーツを通しての喜びを分かち合ってもらいたいという趣旨で、第20回国民体育大会開催地岐阜で第1回大会が行われた。以降、開催は秋季国体の開催終了後に国体の会場と同じ施設を使って2日間に渡り開催された。開会式には皇太子（1965年から87年、89年は明仁親王（後の天皇）、90年から93年、95年から2000年までは徳仁親王）が御臨場されていたが、1988年には昭和天皇の容態が悪化されたことにともない浩宮徳仁親王が、1994年大会は秋篠宮文仁親王が皇太子の名代として御臨場された。
2000年の富山大会で大会旗は返納し、全国知的障害者スポーツ大会と統合され、全国障害者スポーツ大会になった。

## 開催地
| 回数 | 年     | 名称                     | 開催地   | スローガン                        |
| ---- | ------ | ------------------------ | -------- | --------------------------------- |
| 1    | 1965年 | 岐阜大会                 | 岐阜県   | 明るく つよく 美しく              |
| 2    | 1966年 | 剛健大会                 | 大分県   | 剛健・友愛・信義                  |
| 3    | 1967年 | 清新大会                 | 埼玉県   |                                   |
| 4    | 1968年 | 親切大会                 | 福井県   | 明るくきよくたくましく            |
| 5    | 1969年 | 創造大会                 | 長崎県   | あすをひらく創造国体              |
| 6    | 1970年 | みちのく大会             | 岩手県   | 誠実 明朗 躍進                    |
| 7    | 1971年 | 黒潮大会                 | 和歌山県 | 明るく・豊かに・たくましく        |
| 8    | 1972年 | 太陽大会                 | 鹿児島県 | 明るく たくましく うるわしく      |
| 9    | 1973年 | 若潮大会                 | 千葉県   | 輝く心 輝く力 輝く太陽            |
| 10   | 1974年 | 水と緑のまごころ大会     | 茨城県   | なし                              |
| 11   | 1975年 | 三重大会                 | 三重県   | なし                              |
| 12   | 1976年 | 若楠大会                 | 佐賀県   | さわやかに すこやかに おおらかに  |
| 13   | 1977年 | あすなろ大会             | 青森県   | 心ゆたかに力たくましく            |
| 14   | 1978年 | やまびこ大会             | 長野県   | 日本の屋根に手をつなぐ            |
| 15   | 1979年 | 日本のふるさと宮崎大会   | 宮崎県   | 伸びる心、伸びる力、伸びる郷土    |
| 16   | 1980年 | 栃の葉大会               | 栃木県   | のびる力 むすぶ心 ひらくあした    |
| 17   | 1981年 | びわこ大会               | 滋賀県   | 水と緑にあふれる若さ              |
| 18   | 1982年 | くにびき大会             | 島根県   | このふれあいが未来をひらく        |
| 19   | 1983年 | ☆あかぎ大会              | 群馬県   | 風に向かって走ろう                |
| 20   | 1984年 | わかくさ大会             | 奈良県   | 駆けよ大和路 はばたけ未来         |
| 21   | 1985年 | わかとり大会             | 鳥取県   | 明日へ向かって はばたこう         |
| 22   | 1986年 | ふれあいのかいじ大会     | 山梨県   | ふれあいの場をひろげよう          |
| 23   | 1987年 | かりゆし大会             | 沖縄県   | 翔（と）べフェニックス 紺碧の空に |
| 24   | 1988年 | 愛とふれあいの京都大会   | 京都府   | 新しい歴史に向かって走ろう        |
| 25   | 1989年 | 希望と友愛のはまなす大会 | 北海道   | 君よ今、北の大地の風となれ        |
| 26   | 1990年 | 輝きのとびうめ大会       | 福岡県   | ときめき 出会い みなぎる力        |
| 27   | 1991年 | ほほえみの石川大会       | 石川県   | すばらしき 君の記録に わが拍手    |
| 28   | 1992年 | 輝きのべにばな大会       | 山形県   | 思いっきり躍動 21世紀の主役たち   |
| 29   | 1993年 | 躍動のうずしお大会       | 徳島県   | 出会い 競い そして未来へ          |
| 30   | 1994年 | ゆめびっくあいち         | 愛知県   | いい汗キャッチ!生き生き愛知       |
| 31   | 1995年 | うつくしまふくしま大会   | 福島県   | 友よほんとうの空にとべ!           |
| 32   | 1996年 | おりづる大会ひろしま     | 広島県   | いのちいっぱい、咲きんさい!       |
| 33   | 1997年 | ふれ愛ぴっく大阪         | 大阪府   | おおさか ふれ愛 夢づくり          |
| 34   | 1998年 | かながわ・ゆめ大会       | 神奈川県 | おお汗 こ汗                       |
| 35   | 1999年 | ハートフルくまもと大会   | 熊本県   | 人、光る。                        |
| 36   | 2000年 | きらりんぴっく富山       | 富山県   | あいの風 夢のせて                 |